# Уестморланд (окръг)
Окръг Уестморланд (на английски: Westmoreland County) е окръг в северната част на щата Вирджиния. Според преброяването от 2020 г. населението на окръга е 18 477 души. Окръжен център е Монтрос.

## География
Според Бюрото за преброяване на населението на САЩ окръгът има обща площ от 660 km2, от които 590 km2 земя и 62 km2 (9,3%) вода.